# Быково (Рамешковский район)
Быково — деревня в Рамешковском районе Тверской области.

## География
Находится в восточной части Тверской области на расстоянии приблизительно 5 км на юг-юго-восток от районного центра поселка Рамешки.

## История
Упоминалась в 1627—1629 годах как пустошь. В 1859 году в карельской владельческой деревне Быково было 14 дворов, в 1887 — 25. Помещицей в середине XIX века была Мария Андреевна Булатова. В советское время работали колхозы «Красный Пролетарий», «Наш путь», им. Ленина и «Память Ленина». В 2001 году в деревне 4 дома постоянных жителей и 9 домов — собственность наследников и дачников. До 2021 входила в сельское поселение Некрасово Рамешковского района до их упразднения.

## Население
Численность населения: 109 человек (1859 год), 157 (1887), 173 (1936), 9 (1989, в том числе русские 77 %, карелы 22 %), 6 (русские 50 %, карелы 50 %) в 2002 году, 9 в 2010.